# Duttlenheim
Duttlenheim, en alemán Düttelnheim, en alsaciano Dìttle, es una localidad y comuna francesa, situada en el departamento de Bajo Rin en la región de Alsacia. Tiene una población de 2.395 habitantes y una densidad de 278 h/km².